# Arroyo de las Pavas
Der Arroyo de las Pavas ist ein Fluss in Uruguay.
Er entspringt in der Cuchilla de las Pavas im Departamento Artigas in der Stadt Baltasar Brum. Von dort fließt er in südwestliche Richtung und mündet schließlich beim Paso de la Tuna einige Kilometer nordnordöstlich von Termas del Arapey an der Grenze zum Nachbardepartamento Salto als rechtsseitiger Nebenfluss in den Arroyo Yacuy.